# Scunthorpe-Problem
Scunthorpe-Problem ist eine Bezeichnung für das fälschliche Blockieren von Websites, E-Mails, Beiträgen in Internetforen oder Resultaten von Suchmaschinen, deren Text eine Zeichenkette enthält, die obszön oder anderweitig inakzeptabel erscheint. Das Scunthorpe-Problem entsteht dadurch, dass es für Computer eine einfache Aufgabe darstellt, eine bestimmte Zeichenkette in einem Dokument zu erkennen, die Interpretation ihrer Bedeutung im Kontext jedoch wesentlich schwieriger ist. Dies kann zu falsch-positiven Resultaten führen.

## Geschichte
Das Problem wurde nach einem Vorfall von 1996 benannt. Ein Obszönitäten-Filter des Online-Dienstes AOL machte es damals Einwohnern der Stadt Scunthorpe (England) unmöglich, Benutzerkonten anzulegen, da der Name der Stadt die Zeichenkette cunt (etwa: „Fotze“) enthält. Einige Jahre später trat ein ähnliches Problem bei Googles Filtertechnik SafeSearch auf, als örtliche Nachrichten-Websites wie ThisIsScunthorpe.co.uk aus den Suchresultaten ausgeschlossen wurden.
Weitere Beispiele von Wörtern, die häufig irrtümlich zensiert wurden, sind „analysis“ wegen des Wortbestandteils anal, oder deutsche Wörter wie „Nachbarschaft“ oder „Barsch“. Der Jugendschutzfilter des Webportals MSN soll mit Stand 2008 in der Version für Deutschland (msn.de) auch „Sextett“, „Staatsexamen“ und überhaupt alle Begriffe mit dem Bestandteil sex gefiltert haben.
Das Problem ist auch aus Chaträumen bekannt, die von einem Bot überwacht, bzw. gefiltert werden. Wörter wie Tischlampe oder Mandschurei führen bei schlecht eingestellten Bots teilweise zu falschen Alarmen.